# Felipe Macedo
Felipe do Vabo Macedo (ur. 1 stycznia 1982) – brazylijski zapaśnik walczący w stylu klasycznym. Zajął 24. miejsce na mistrzostwach świata w 2009. Brązowy medalista igrzysk panamerykańskich w 2007, mistrzostw panamerykańskich w 2005, a także igrzysk Ameryki Południowej w 2010. Mistrz Ameryki Południowej w 2009 i trzeci w 2012 roku.